# Минисёги
Минисёги — вариант сёги. Минисёги были изобретены Сигэнобу Кусумото приблизительно в 1970 году.
Как и в обычных сёги, набор фигур представляет собой клетчатую доску, не разделённую на чёрные и белые поля, и фигуры, имеющие форму плоских пятиугольников с иероглифом, обозначающим тип фигуры, и другим иероглифом с противоположной стороны, обозначающим превращённую фигуру. Фигуры не отличаются по цвету, названия сторон «чёрные» и «белые» условны, сторону определяет направление, которое указывает пятиугольник.

## Игровой инвентарь

### Доска
Доска для минисёги представляет собой уменьшенную до размера 5 на 5 клеток версию доски для обычных сёги.

### Фигуры
Каждый игрок имеет следующие фигуры: 1 король, 1 золото, 1 серебро, 1 слон, 1 ладья и 1 пешка.
| ○ | ○  | ○ |
| ○ | 玉 | ○ |
| ○ | ○  | ○ |

|   | ｜ |   |
| ― | 飛 | ― |
|   | ｜ |   |

| ○ | ｜ | ○ |
| ― | 竜 | ― |
| ○ | ｜ | ○ |

| ＼ |    | ／ |
|    | 角 |    |
| ／ |    | ＼ |

| ＼ | ○  | ／ |
| ○  | 馬 | ○  |
| ／ | ○  | ＼ |

| ○ | ○  | ○ |
| ○ | 金 | ○ |
|   | ○  |   |

| ○ | ○  | ○ |
|   | 銀 |   |
| ○ |    | ○ |

| ○ | ○  | ○ |
| ○ | 全 | ○ |
|   | ○  |   |

|   | ○  |   |
| ■ | 歩 | ■ |
|   |    |   |

| ○ | ○  | ○ |
| ○ | と | ○ |
|   | ○  |   |

## Правила игры

### Ходы
Правила ходов полностью совпадают с классическими сёги: игроки по очереди перемещают своим фигурами, согласно их ходам, или сбрасывают фигуры из руки. Сбросы также разрешены на любое свободное поле кроме следующих случаев:
- Утифудзумэ: запрещено ставить мат сбросом пешки.
- Нифу: запрещён сброс пешки на вертикаль, где уже стоит пешка данного игрока (токин за пешку не считается).
- Фигура никогда не сможет сделать ход. В минисёги это правило применимо лишь к пешке, её нельзя сбрасывать на последнюю горизонталь.

Из руки фигуры сбрасываются только в неперевёрнутом виде.

### Переворот
Доходя до последней от игрока горизонтали его фигура переворачивается:
- Пешка и серебряный генерал начинают ходить, как золотой генерал.
- Ладья и слон получают дополнительно ходы короля, превращаясь в дракона и лошадь соответственно.
- Король и золотой генерал не переворачиваются.

### Конец игры
Правила мата в минисёги идентичны правилам сёги: для победы нужно поставить королю противника мат — создать позицию, в которой, вне зависимости от следующего хода противника, его король будет съеден. Мат сбросом пешки, как говорилось выше, запрещён. Также возможна добровольная сдача.